# Beşpınar, Vezirköprü
Beşpınar là một xã thuộc huyện Vezirköprü, tỉnh Samsun, Thổ Nhĩ Kỳ. Dân số thời điểm năm 2010 là 1.527 người.